# 孫崎享
孫崎 享（まごさき うける、1943年〈昭和18年〉7月19日-）は、日本の外交官、評論家。東アジア共同体研究所理事・所長。ハーバード大学の国際問題研究所研究員、ウズベキスタン駐箚特命全権大使、外務省国際情報局局長、イラン駐箚特命全権大使、防衛大学校人文社会科学群学群長、筑波大学国際総合学類非常勤講師などを歴任した。

## 来歴

### 生い立ち
1943年（昭和18年）、満洲国の奉天省鞍山市にて生まれた。日本の特殊会社たる南満洲鉄道が設立した鞍山製鉄所（のちの昭和製鋼所）に父が勤務していたため、満洲国にて暮らす。第二次世界大戦終結にともない、父の故郷である石川県小松市に引き揚げた。小松市立松陽中学校を経て、金沢大学教育学部附属高等学校を卒業した。中学校の恩師に宮田恭子がいた。東京大学法学部在学中に外務公務員上級職甲種試験（外交官採用試験）に合格したため、大学を中途退学し外務省に入省した。

### 外交官として
1966年（昭和41年）に外務省に入省し、同期には野上義二、浦部和好、斎藤正樹、大塚清一郎らがいた。イギリス陸軍学校、ロンドン大学、モスクワ大学での研修、在ソビエト連邦大使館を経て、外務省の大臣官房総務課企画官となる。上司の坂本重太郎総務課長らと情報調査局（のちの国際情報局）の設立に動き、情報調査局発足後は同局分析課の課長となった。1985年から在アメリカ合衆国大使館の参事官とハーバード大学国際問題研究所の研究員を務めた。1986年に在イラク大使館の参事官、1989年に在カナダ大使館の公使に就任した。また、1991年から1993年まで総合研究開発機構へ出向した。
その後、ウズベキスタン駐箚特命全権大使、特命全権大使（北海道担当）、外務省国際情報局局長、イラン駐箚特命全権大使など要職を歴任した。イラン駐箚特命全権大使としては、大統領モハンマド・ハータミーの日本訪問を実現させた。また、1993年に上梓した『日本外交 現場からの証言――握手と微笑とイエスでいいか』で山本七平賞を受賞した。

### ハーバード大学国際問題研究所研究員として
1985年 - 1986年、ハーバード大学国際問題研究所研究員として、論文"The Changing Strategic Importance of the Far East: The New Role for Japan."(極東軍事戦略の重要性の変遷：日本の新しい役割)を発表。

### 防衛大学校教授として
2002年から防衛大学校の教授となり、公共政策学科の学科長、人文社会科学群の学群長を歴任した。2009年3月に退官した。

### 退官後
退官後は評論活動や執筆活動などを行っている。また、城西国際大学の大学院にて人文科学研究科の講師を兼任する。2012年から2013年まで筑波大学国際総合学類の講師を非常勤で務めた。2013年4月、鳩山由紀夫が設立した東アジア共同体研究所所長に就任。鳩山由紀夫が顧問を務めるTPP阻止国民会議でも副代表世話人を務める。

## 主張

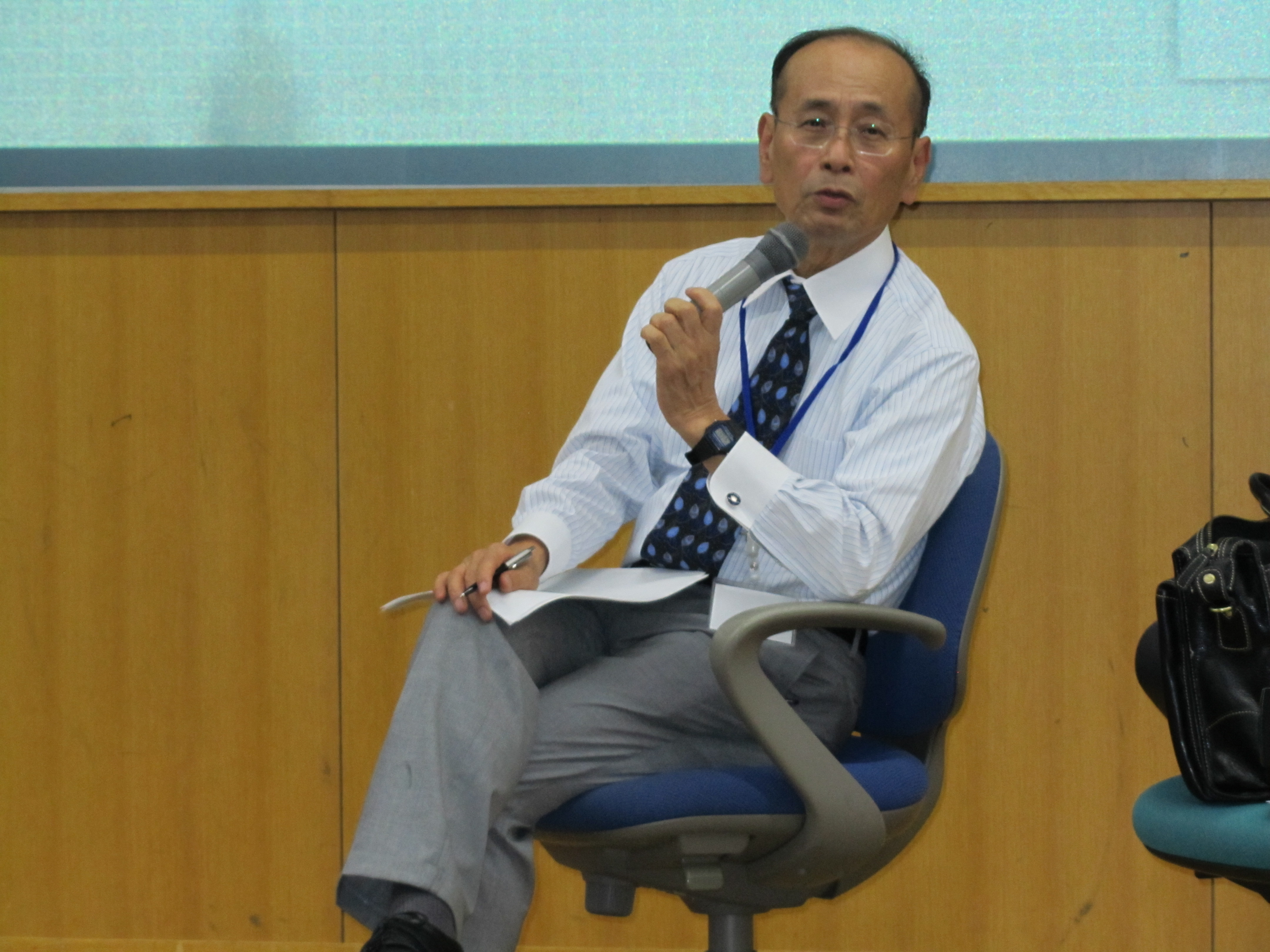
第10回東京平和映画祭で講演中　2013年

情報収集・分析
孫崎享の自著である「日米同盟の正体」のあとがきにて、「外務省のいわゆる情報屋として、岡崎久彦の後輩にあたり、岡崎の情報調査局長時代は分析課長として仕えた。」後述のように岡崎とは対極の考えを持ち、周囲には意見の違いを心配する者もあったが、孫崎はあとがきに、岡崎は「勉強して自分の考えを持っているなら、ハトでもタカでもよいではないか」と言って全く意に介さなかったと記している。
クリントン政権による日本国情報収集衛星の導入反対への批判
1998年の北朝鮮によるミサイル発射実験をきっかけに小渕政権が情報収集衛星を導入する方針を固めると、アメリカ合衆国のビル・クリントン政権はこれに反対する意向を防衛庁に伝達した。その際、アメリカ合衆国の朝鮮半島和平担当特使のチャールズ・カートマンは、北朝鮮が多数のノドンを保有している点を指摘したうえで、「テポドン一発で日本が騒ぐのはおかしい」と主張した。これに対し、外務省国際情報局の局長だった孫崎は「キューバが発射したミサイルがフロリダ上空を通過しても、キューバはミサイルをたくさん持っているのだからミサイル一発で騒ぐのはおかしいとアメリカ国民に言えますか」と反論した。
対米政策・日米同盟強化路線批判
孫崎本人によれば、『鳩山由紀夫 孫崎享 植草一秀 「対米従属」という宿痾（しゅくあ）』においても自身が反米や嫌米であることを一貫して否定している。「日本に対するアメリカ合衆国からの要求は、日本の国益に合致していない場合もありうるため、日本の国益にかなう部分のみ協調すればよい」と主張する。
「私は一日でも早く、一人でも多くの日本人が、アメリカに対する幻想を捨て、対米従属のくびきから逃れて欲しいと願っています」と語り、日米同盟強化を対米従属路線であると批判しているほか、敵基地攻撃能力保有論やミサイル防衛にも、中国などの周辺国を刺激して無用な軍拡競争を煽るだけで意味がないという立場から反対している。2009年から2010年にかけての鳩山由紀夫政権時には、普天間基地代替施設移設問題を巡り、数多く登場した「鳩山ブレーン」と称される人物の一人として盛んにメディアに登場した。普天間飛行場のアメリカ海兵隊については機能分散移転論に立ち、鳩山に長崎県大村や福岡県築城等、九州各地の自衛隊施設内に海兵隊機能を分散して移転する案を提言したとされるが、どれも採用されなかった。
対米の現状認識
ビデオニュース・ドットコム代表神保哲生のインタビューに、次のように答えている。
何かしらの関係でアメリカに長期留学しているとかですね、米国から見て「この人は信頼に足りる。望ましい人間だ」と言うと、公に来る情報よりは、この個人を通してくる情報の方が圧倒的に多いんですよね。そうすると、防衛省の方は、運用面で、「この人間の情報はすごい」と、「これは諜報して、重視した方が我々の組織のためにプラスになる」と、こう思うのは当然なんですよね。
尖閣諸島と竹島棚上げ支持・国有領土否定
尖閣諸島中国漁船衝突事件を巡っては、日中間に領有権「棚上げ」合意が存在するとしたうえで、合意の存在を否定し日米同盟強化によって中国を牽制しようとする民主党の菅政権や外務大臣の前原誠司を、自身のツイッターなどで批判したほか「日本も中国も自国の領土だと主張しています。どちらもそれなりの根拠があるため、同盟国の米国も中立の立場を取っている」「係争地であるという出発点に立たなければならない」「（中国の歴史から見ると）すでに14世紀にはその軍事力が尖閣諸島一帯に及んでいたという史実があり、まったく中国の主張に根拠がないわけではない（）」「日本人にとって受け入れがたい事実だが、尖閣諸島は日本固有の領土ではない。尖閣諸島は”固有の島“でなく”係争地“であることを認識すべき。その中でどうするのが日本の国益に適うか、紛争に発展させないかを考える時」と主張している。
竹島問題についても「米国でも‘リアンクール島’（竹島の米国名称）が韓国の領土となっていることを知る日本人は少ない」と発言している。
北方領土問題・日本政府の譲歩批判
日刊ゲンダイで、ジョージ・オーウェルの代表作「1984年」を引用して、以下のように答えている。
変わりがないなら、表現を変える必要はないはずです。不法占拠などの言葉を使うとロシアとの交渉に悪影響が出るなどと言われていますが、戦後ずっと交渉をしてきて、その間、政府の立場も表現も一貫していた。安倍首相に合わせて、長年の政府見解を変更してしまうなら、これまでの交渉は何だったのかという話ですよ。4島返還を諦めたとしか思えない突然の方針変更でも、官僚は官邸の方ばかり見て誰も抵抗しなくなり、メディアもあっさり許容してしまう。そこが安倍政権の一番怖いところです。権力者が『2＋2＝3』と言えば3になり、それがある日突然5になる。今の日本はジョージ・オーウェルの『1984』の世界になっています。
日本の核武装支持
日本は、核抑止力として、米国の核の傘の下で核武装すべきという考えを、2010年7月26日、IWJのインタビューで答えている。
ドナルド・トランプ支持
2016年アメリカ合衆国大統領選挙では、TPP反対を主な根拠として共和党のドナルド・トランプ支持を強くにじませた。
安倍晋三射殺事件陰謀論
安倍晋三銃撃事件について、真犯人は別にいるとツイッターで主張している。

## 評価・批判

### 肯定的な評価
作家の山田清機によれば、美術品を愛好し、自宅にはロシア正教のイコンを多数飾っている。また、フランスの画家であるウジェーヌ・カリエール、オディロン・ルドン、ジョルジュ・ルオーらの作品も好んでいる。
山田清機によれば、外務省にて孫崎とともに情報調査局設置を働きかけた坂本重太郎は、孫崎の分析能力を高く評価しており、坂本は外務官僚としての自身と孫崎について「僕も孫崎も前例は破るもの、前例は作るものだなんて思っていた」と回顧し「官僚としては変わり種だった」と評している。

### 大西英男
孫崎の尖閣諸島・竹島等に関する主張が国会で問題視され、追及された。2013年3月21日、衆議院総務委員会において、自由民主党衆議院議員の大西英男は、孫崎の領土に関する主張、またNHKが孫崎を頻繁に番組出演させていることを批判した。

### 潮匡人
潮匡人は、中国への批判が見られない、「朝まで生テレビ！」で共演した際に批判したところ暴言を吐くなど短気な性格である、著作の内容が陰謀論であるなどと批判した。

### 佐藤優
佐藤優は雑誌「伝統と革新」に掲載した論文「尖閣諸島、北方領土をめぐる孫崎享氏の奇妙な見解」において、孫崎の尖閣諸島、北方領土をめぐる見解には「誤解」、「誤読」、「隠蔽」があるとした。

### 佐々木俊尚
ジャーナリストの佐々木俊尚は、朝日新聞2012年10月21日付朝刊の書評で著書『戦後史の正体』を「ロッキード事件から郵政民営化、TPPまで、すべては米国の陰謀だったという本」、「本書は典型的な陰謀史観でしかない」などと批判した。
孫崎からの抗議により朝日新聞は当該問題部分に事実誤認があったとして訂正を行い、謝罪した。

### 佐高信
左派の立場からは佐高信が、「サンデー毎日」2012年11月11日号の連載コラム「政経外科」で『戦後史の正体』の書評を著し、同書について「いささかならず有害」「60年安保闘争をアメリカの謀略というのは当時の市民運動を侮辱している」などと痛烈に批判している。

### 細谷雄一
国際政治学者の細谷雄一は『歴史認識とは何か』において、孫崎の「学者やジャーナリストの人たちは、世間で『陰謀論』といわれるような国際政治の闇の部分にふれることがほとんどない」という主張に対して、孫崎がインテリジェンス史の飛躍的な発展や日本の学者による新史料の発掘の努力を無視しているとし、「そこでは、『陰謀』という不明瞭で非学術的な用語は使われていない。陰謀とインテリジェンスは異なる」と批判した。

### 與那覇潤・池田信夫
歴史学者の與那覇潤と経済学者の池田信夫は自身の放送「【言論アリーナ】戦後の日本を支配したアメリカという物語」で同書の信頼性に疑問を呈した。

### 批判に対する孫崎の見解
「根拠のない反米陰謀論だ」と言う数々の批判に対して、孫崎は「アメリカはベトナム戦争でトンキン湾事件という謀略をしかけ、北ベトナムへの空爆を行う口実としたり、ジョン・F・ケネディ政権時代には自国の船を撃沈する偽のテロ活動を行うことで、それを理由にキューバへ侵攻する計画があったりした」「少しでも歴史の勉強をすると国際政治のかなりの部分が謀略によって動いていることが分かります」「学者や評論家がそうした事実を知らないまま国際政治を語っているのは、おそらく日本だけでしょう」などと反論している。
しかし、細谷雄一は、孫崎がジョージ・ワシントン大学ナショナル・セキュリティ・アーカイブ（NSA）のサイトを参照した上でこう述べていることに対して、「今の日本の外交史家でジョージ・ワシントン大学のNSAのアーカイブを知らない者はいない」と断じ、孫崎の認識の甘さを批判している。

## 略歴
- 1943年 - 満州国奉天省鞍山市にて誕生。
- 1965年 - 外務公務員採用上級試験合格。
- 1966年 - 外務省入省。
- 1968年 - モスクワ大学留学。
- 1981年 - 外務省外務大臣官房総務課企画官。
- 1983年 - 外務省外務大臣官房調査企画部分析課課長。
- 1984年 - 外務省情報調査局分析課課長。
- 1985年 - 在アメリカ大使館参事官、ハーバード大学国際問題研究所研究員。
- 1986年 - 在イラク大使館参事官。
- 1989年 - 在カナダ大使館公使。
- 1993年 - ウズベキスタン駐箚特命全権大使。
- 1996年 - 特命全権大使（北海道担当）。
- 1997年 - 外務省国際情報局局長。
- 1998年 - 第144回国会政府委員。
- 1999年 - イラン駐箚特命全権大使。
- 2002年 - 防衛大学校人文社会科学群教授。
- 2009年 - 退官。

## 受賞歴
- 1993年 - 山本七平賞。

## 家族
外交官の孫崎馨は子。

## 著書
- 『外交官―先輩の労苦をいしずえに』あいうえお館、1984年。
- 『カナダの教訓―「日米関係」を考える視点』ダイヤモンド社、1992年5月。NDLJP:12754890。
  - 『カナダの教訓―超大国に屈しない外交』PHP文庫、2013年1月
- 『日本外交 現場からの証言――握手と微笑とイエスでいいか』中央公論社〈中公新書〉、1993年。
- 『日米同盟の正体―迷走する安全保障』講談社現代新書、2009年。
- 『情報と外交』PHP研究所、2009年。
- 『日本人のための戦略的思考入門――日米同盟を超えて』祥伝社新書、2010年。
- 『日本の国境問題――尖閣・竹島・北方領土』ちくま新書、2011年。
- 『不愉快な現実―中国の大国化、米国の戦略転換』講談社現代新書、2012年。
  - 増補版『アメリカは中国に負ける―日本はどう生きるのか』河出文庫、2021年9月
- 『戦後史の正体：1945-2012』創元社〈「戦後再発見」双書1〉、2012年。
- 『アメリカに潰された政治家たち』小学館、2012年。
  - 『アメリカに潰された政治家たち』河出書房新社〈河出文庫〉、2021年5月。ISBN 978-4-309-41815-5。
- 『日本の「情報と外交」』PHP新書、2013年1月
- 『これから世界はどうなるか　米国衰退と日本』ちくま新書、2013年2月
- 『日本を疑うニュースの論点』角川学芸出版、2013年8月。
- 『小説外務省――尖閣問題の正体』現代書館、2014年。
- 『小説外務省II――陰謀渦巻く中東』現代書館、2016年。
- 『日米開戦の正体　なぜ真珠湾攻撃という道を歩んだのか』祥伝社、2015年5月
  - 『日米開戦の正体 なぜ真珠湾攻撃という道を歩んだのか 上・下』祥伝社文庫、2019年7月。ISBN 978-4-396-31760-7。ISBN 978-4-396-31761-4
- 『21世紀の戦争と平和 きみが知るべき日米関係の真実』徳間書店、2016年6月。ISBN 978-4-19-864175-7。
- 『日米開戦へのスパイ 東條英機とゾルゲ事件』祥伝社、2017年7月。ISBN 978-4-396-61609-0。
  - 『ゾルゲ事件の正体　日米開戦とスパイ』祥伝社文庫、2022年7月
- 『アーネスト・サトウと倒幕の時代』現代書館、2018年12月。ISBN 978-4-7684-5844-0。
- 『13歳からの日本外交 それって、関係あるの!?』かもがわ出版、2019年4月。ISBN 978-4-7803-1022-1。
- 『日本国の正体 「異国の眼」で見た真実の歴史』毎日新聞出版、2019年9月。ISBN 978-4-620-32604-7。
- 『朝鮮戦争の正体 なぜ戦争協力の全貌は隠されたのか』祥伝社、2020年7月。ISBN 978-4-396-61731-8。
  - 『朝鮮戦争の正体　なぜ戦争協力の全貌は隠されたのか』祥伝社文庫、2023年5月
- 『和を創る道の探求　ウクライナ危機の「糾弾」「制裁」を超えて』かもがわ出版、2022年6月
- 『同盟は家臣ではない　日本独自の安全保障について』青灯社、2023年8月
- 『私とスパイの物語』ワニブックス、2025年1月。ISBN 978-4847075155。

### 共著
- 『終わらない〈占領〉: 対米自立と日米安保見直しを提言する!』法律文化社、2013年。[29]
- 『「対米従属」という宿痾(しゅくあ)』飛鳥新社、2013年。鳩山由紀夫・植草一秀と共著
- 『独立の思考』角川学芸出版、2013年。カレル・ヴァン・ウォルフレンと共著
- 『いま語らねばならない　戦前史の真相』現代書館、2014年。鈴木邦男との対談
- 『「戦争のできる国」ではなく「世界平和の要の国」へ』あけび書房、2016年5月。ISBN 978-4-87154-142-8。 金平茂紀、鳩山友紀夫との共著。
- 『白井聡対話集 ポスト「戦後」の進路を問う』かもがわ出版、2018年1月。ISBN 978-4-7803-0949-2。「暴力としてのアメリカ―ポスト「戦後」の針路を問う時代へ」
- 『朝鮮戦争70年 「新アジア戦争」時代を越えて』かもがわ出版、2020年6月。ISBN 978-4-7803-1091-7。 和田春樹、小森陽一との共著
- 『出る杭の世直し白書: 「なんでも官邸団」に成り下がった政財官を斬る!』ビジネス社、2021年10月14日。ISBN 978-4828423326。。鳩山友紀夫、植草一秀、前川喜平との共著
- 『世界が破壊される前に日本に何ができるか』徳間書店、2023年1月。副島隆彦との共著

## テレビ出演
- 日本の、これから「いま考えよう日米同盟」 - 2010年3月12日
- 日曜討論「移設先はどこに？　どうする 普天間問題」2010年2月21日、「普天間基地問題 どうなる“5月末決着”」2010年5月9日
- プロジェクトWISDOM「エジプト シリア イラン　混迷・中東の行方は」 - 2012年2月25日

以上NHK
- 田中康夫のにっぽんサイコー!「孫崎享が語る！「中国とどう向き合うか！？」」2012年1月14日[30]
- 田中康夫のにっぽんサイコー!「孫崎享が解く!「紛争解決への道」」2012年2月4日[31]
- 田中康夫のにっぽんサイコー!「目から鱗！「孫崎ドクトリン」－普天間・日米安保」2012年2月25日[32]
- INsideOUT「イラン核開発疑惑！制裁の正体」2012年2月15日
- 田中康夫のにっぽんサイコー!「孫崎享が明かす「戦後史の正体」」2012年8月12日[33]
- INsideOUT「尖閣・竹島・北方領土 日本固有の領土を守れ！」　2012年9月5日

以上BS11
- モーニングバード・そもそも総研たまペディア「そもそも今からTPP交渉参加してもいろいろな心配事が消えないんじゃないの？」　2013年3月14日
- モーニングバード・そもそも総研たまペディア　「TPP参加は是か非か」　2013年4月18日

以上テレビ朝日